# Premiul Philip K. Dick
Premiul Philip K. Dick (engleză Philip K. Dick Award) este un premiu acordat pentru lucrări științifico-fantastice și ficțiune. Acest premiu este acordat anual la Norwescon sponsorizat de Philadelphia Science Fiction Society și (din 2005), susținut de Philip K. Dick Trust. Premiul a fost fondat de Thomas M. Disch, în onoarea scriitorului de literatură science-fiction și fantasy Philip K. Dick. A fost acordat începând cu anul 1983, la un an după moartea lui Philip K. Dick.  
Premiul Philip K. Dick este sponsorizat de Philadelphia Science Fiction Society.

## Câștigători  și nominalizări
Câștigătorii sunt evidențiați prin Text aldin.

Anii din tabelul de mai jos indică anii publicării cărților. Premiul a fost acordat în anul următor. 
| Autor                                    | Titlu                                                      |
| 1982                                     | 1982                                                       |
| ---------------------------------------- | ---------------------------------------------------------- |
| Rudy Rucker                              | Software                                                   |
| Ray Nelson                               | The Prometheus Man                                         |
| J. M. Coetzee                            | Waiting for the Barbarians                                 |
| R. A. Lafferty                           | Aurelia                                                    |
| John Sladek                              | Roderick                                                   |
| Steve Rasnic Tem                         | The Umbral Anthology of Science Fiction Poetry             |
| 1983                                     |                                                            |
| Tim Powers                               | The Anubis Gates                                           |
| R. A. MacAvoy                            | Tea with the Black Dragon                                  |
| Barrington J. Bayley                     | The Zen Gun                                                |
| Zoe Fairbairns                           | Benefits                                                   |
| M. John Harrison                         | The Floating Gods                                          |
| John Varley                              | Millennium                                                 |
| 1984                                     |                                                            |
| William Gibson                           | Neuromancer                                                |
| Kim Stanley Robinson                     | The Wild Shore                                             |
| C. J. Cherryh                            | Voyager in Night                                           |
| Geary Gravel                             | The Alchemists                                             |
| David R. Palmer                          | Emergence                                                  |
| Lucius Shepard                           | Green Eyes                                                 |
| Lewis Shiner                             | Frontera                                                   |
| Howard Waldrop                           | Them Bones                                                 |
| 1985                                     |                                                            |
| Tim Powers                               | Dinner at Deviant's Palace                                 |
| Richard Grant                            | Saraband of Lost Time                                      |
| Russell Griffin                          | The Timeservers                                            |
| Michael P. Kube-McDowell                 | Emprise                                                    |
| Barry N. Malzberg                        | The Remaking of Sigmund Freud                              |
| Scott Russell Sanders                    | Terrarium                                                  |
| Walter Jon Williams                      | Knight Moves                                               |
| 1986                                     |                                                            |
| James P. Blaylock                        | Homunculus                                                 |
| Jack McDevitt                            | The Hercules Text                                          |
| Karen Joy Fowler                         | Artificial Things                                          |
| Robert Charles Wilson                    | A Hidden Place                                             |
| 1987                                     |                                                            |
| Patricia Geary                           | Strange Toys                                               |
| Mike McQuay                              | Memories                                                   |
| Richard Bowker                           | Dover Beach                                                |
| Pat Cadigan                              | Mindplayers                                                |
| K. W. Jeter                              | Dark Seeker                                                |
| Rebecca Ore                              | Becoming Alien                                             |
| Lucius Shepard                           | Life During Wartime                                        |
| 1988                                     |                                                            |
| Paul J. McAuley (împărțit)               | Four Hundred Billion Stars                                 |
| Rudy Rucker (împărțit)                   | Wetware                                                    |
| Roger MacBride Allen                     | Orphan of Creation                                         |
| Marc Laidlaw                             | Neon Lotus                                                 |
| David Alexander Smith                    | Rendezvous                                                 |
| 1989                                     |                                                            |
| Richard Paul Russo                       | Subterranean Gallery                                       |
| Dave Wolverton                           | On My Way to Paradise                                      |
| Barry B. Longyear                        | Infinity Hold                                              |
| James Luceno                             | A Fearful Symmetry                                         |
| Rebecca Ore                              | Being Alien                                                |
| Susan Shwartz                            | Heritage of Flight                                         |
| 1990                                     |                                                            |
| Pat Murphy                               | Points of Departure                                        |
| Raymond Harris                           | The Schizogenic Man                                        |
| Gregory Feeley                           | The Oxygen Barons                                          |
| Elizabeth Hand                           | Winterlong                                                 |
| Allen M. Steele                          | Clarke County, Space                                       |
| 1991                                     |                                                            |
| Ian McDonald                             | King of Morning, Queen of Day                              |
| Emma Bull                                | Bone Dance                                                 |
| Douglas Bell                             | Mojo and the Pickle Jar                                    |
| Kathe Koja                               | The Cipher                                                 |
| Robert Charles Wilson                    | Bridge of Years                                            |
| 1992                                     |                                                            |
| Richard Grant                            | Through the Heart                                          |
| Élisabeth Vonarburg                      | In the Mothers' Land                                       |
| Colin Greenland                          | Take Back Plenty                                           |
| Elizabeth Hand                           | Aestival Tide                                              |
| R. A. Lafferty                           | Iron Tears                                                 |
| 1993                                     |                                                            |
| John M. Ford                             | Growing Up Weightless                                      |
| Jack Womack                              | Elvissey                                                   |
| Wilhelmina Baird                         | Crash Course                                               |
| David R. Bunch                           | Bunch!                                                     |
| Elizabeth Hand                           | Icarus Descending                                          |
| 1994                                     |                                                            |
| Robert Charles Wilson                    | Mysterium                                                  |
| Jack Cady                                | Inagehi                                                    |
| Alexander Besher                         | Rim: A Novel of Virtual Reality                            |
| Ian McDonald                             | Scissors Cut Paper Wrap Stone                              |
| Lisa Mason                               | Summer of Love                                             |
| Lance Olsen                              | Tonguing the Zeitgeist                                     |
| 1995                                     |                                                            |
| Bruce Bethke                             | Headcrash                                                  |
| Richard Paul Russo                       | Carlucci's Edge                                            |
| Shale Aaron                              | Virtual Death                                              |
| Greg Egan                                | Permutation City                                           |
| Amy Thomson                              | The Color of Distance                                      |
| Élisabeth Vonarburg                      | Reluctant Voyagers                                         |
| 1996                                     |                                                            |
| Stephen Baxter                           | The Time Ships                                             |
| Michael Bishop                           | At the City Limits of Fate                                 |
| William Barton                           | The Transmigration of Souls                                |
| George Foy                               | The Shift                                                  |
| Sarah Zettel                             | Reclamation                                                |
| 1997                                     |                                                            |
| Stepan Chapman                           | The Troika                                                 |
| William Barton                           | Acts of Conscience                                         |
| Susan R. Matthews                        | An Exchange of Hostages                                    |
| Richard Paul Russo                       | Carlucci's Heart                                           |
| Denise Vitola                            | Opalite Moon                                               |
| Catherine Wells                          | Mother Grimm                                               |
| 1998                                     |                                                            |
| Geoff Ryman                              | 253: The Print Remix                                       |
| Paul Di Filippo                          | Lost Pages                                                 |
| Nalo Hopkinson                           | Brown Girl in the Ring                                     |
| Steve Aylett                             | Slaughtermatic                                             |
| Paul J. McAuley                          | The Invisible Country                                      |
| 1999                                     |                                                            |
| Stephen Baxter                           | Vacuum Diagrams                                            |
| Jamil Nasir                              | Tower of Dreams                                            |
| Kristine Smith                           | Code of Conduct                                            |
| Constance Ash, ed.                       | Not of Woman Born                                          |
| Toni Anzetti                             | Typhon's Children                                          |
| William Barton                           | When We Were Real                                          |
| 2000                                     |                                                            |
| Michael Marshall Smith                   | Only Forward                                               |
| Scott Westerfeld                         | Evolution's Darling                                        |
| Stephen L. Burns                         | Call from a Distant Shore                                  |
| Nalo Hopkinson                           | Midnight Robber                                            |
| Maggy Thomas                             | Broken Time                                                |
| Janine Ellen Young                       | The Bridge                                                 |
| 2001                                     |                                                            |
| Richard Paul Russo                       | Ship of Fools                                              |
| Ken Wharton                              | Divine Intervention                                        |
| Julie E. Czerneda                        | In the Company of Others                                   |
| Mark W. Tiedemann                        | Compass Reach                                              |
| Ray Vukcevich                            | Meet Me in the Moon Room                                   |
| Liz Williams                             | The Ghost Sister                                           |
| 2002                                     |                                                            |
| Carol Emshwiller                         | The Mount                                                  |
| China Miéville                           | The Scar                                                   |
| Carol Emshwiller                         | Report to the Men’s Club                                   |
| Kay Kenyon                               | Maximum Ice                                                |
| Karin Lowachee                           | Warchild                                                   |
| Liz Williams                             | Empire of Bones                                            |
| Jeff VanderMeer, Forrest Aguirre (eds.)  | Leviathan Three                                            |
| 2003                                     |                                                            |
| Richard K. Morgan                        | Altered Carbon                                             |
| Jane Jensen                              | Dante's Equation                                           |
| M. M. Buckner                            | Hyperthought                                               |
| Mark Budz                                | Clade                                                      |
| Chris Moriarty                           | Spin State                                                 |
| Ann Tonsor Zeddies                       | Steel Helix                                                |
| 2004                                     |                                                            |
| Gwyneth Jones                            | Life                                                       |
| Lyda Morehouse                           | Apocalypse Array                                           |
| Geoff Ryman                              | Air                                                        |
| Liz Williams                             | Banner of Souls                                            |
| Karen Traviss                            | City of Pearl                                              |
| Minister Faust                           | The Coyote Kings of the Space-Age Bachelor Pad             |
| Eileen Gunn                              | Stable Strategies and Others                               |
| 2005                                     |                                                            |
| M. M. Buckner                            | War Surf                                                   |
| Justina Robson                           | Natural History                                            |
| Neal Asher                               | Cowl                                                       |
| Karin Lowachee                           | Cagebird                                                   |
| Justina Robson                           | Silver Screen                                              |
| Wil McCarthy                             | To Crush the Moon                                          |
| 2006                                     |                                                            |
| Chris Moriarty                           | Spin Control                                               |
| Elizabeth Bear                           | Carnival                                                   |
| Andrea Hairston                          | Mindscape                                                  |
| Nina Kiriki Hoffman                      | Catalyst: A Novel of Alien Contact                         |
| Tony Ballantyne                          | Recursion                                                  |
| Mark Budz                                | Idolon                                                     |
| Justina Robson                           | Living Next Door to the God of Love                        |
| 2007                                     |                                                            |
| M. John Harrison                         | Nova Swing                                                 |
| Minister Faust                           | From the Notebooks of Dr. Brain                            |
| Jon Armstrong                            | Grey                                                       |
| Elizabeth Bear                           | Undertow                                                   |
| Adam Roberts                             | Gradisil                                                   |
| Karen Traviss                            | Ally                                                       |
| Sean Williams                            | Saturn Returns                                             |
| 2008                                     |                                                            |
| Adam-Troy Castro (împărțit)              | Emissaries from The Dead                                   |
| David Walton (împărțit)                  | Terminal Mind                                              |
| Lou Anders                               | Fast Forward 2                                             |
| Karen Traviss                            | Judge                                                      |
| Jeff Carlson                             | Plague War                                                 |
| K. A. Bedford                            | Time Machines Repaired While-U-Wait                        |
| 2009                                     |                                                            |
| C. L. Anderson                           | Bitter Angels                                              |
| Ian McDonald                             | Cyberabad Days                                             |
| Carlos J. Cortes                         | The Prisoner                                               |
| Eric Garcia                              | The Repossession Mambo                                     |
| Daryl Gregory                            | The Devil's Alphabet                                       |
| Rebecca Ore                              | Centuries Ago and Very Fast                                |
| S. Andrew Swann                          | Prophets                                                   |
| 2010                                     |                                                            |
| Mark Hodder                              | The Strange Affair of Spring-Heeled Jack                   |
| Project Itoh (trans. Alexander O. Smith) | Harmony                                                    |
| Jon Armstrong                            | Yarn                                                       |
| Elizabeth Bear                           | Chill                                                      |
| Alden Bell                               | The Reapers are the Angels                                 |
| Sara Creasy                              | Song of Scarabaeus                                         |
| James Knapp                              | State of Decay                                             |
| 2011                                     |                                                            |
| Simon Morden                             | The Samuil Petrovitch Trilogy                              |
| Robert Jackson Bennett                   | The Company Man                                            |
| Jean Johnson                             | A Soldier's Duty                                           |
| Maureen F. McHugh                        | After the Apocalypse                                       |
| Mira Grant                               | Deadline                                                   |
| Matthew Hughes                           | The Other                                                  |
| Drew Magary                              | The Postmortal                                             |
| 2012                                     |                                                            |
| Brian Francis Slattery                   | Lost Everything                                            |
| Andri Snær Magnason                      | LoveStar                                                   |
| Ryan Boudinot                            | Blueprints of the Afterlife                                |
| Keith Brooke                             | Harmony                                                    |
| Eric Brown                               | Helix Wars                                                 |
| Moira Crone                              | the not yet                                                |
| Nancy Kress                              | Fountain of Age: Stories                                   |
| 2013                                     |                                                            |
| Ben H. Winters                           | Countdown City                                             |
| Toh EnJoe                                | Self-Reference Engine                                      |
| Anne Charnock                            | A Calculated Life                                          |
| Cassandra Rose Clarke                    | The Mad Scientist’s Daughter                               |
| Ann Leckie                               | Ancillary Justice                                          |
| Jack Skillingstead                       | Life on the Preservation                                   |
| Ian Whates (ed.)                         | Solaris Rising 2: The New Solaris Books of Science Fiction |
| 2014                                     |                                                            |
| Meg Elison                               | The Book of the Unnamed Midwife                            |
| Jennifer Marie Brissett                  | Elysium                                                    |
| Rod Duncan                               | The Bullet-Catcher’s Daughter                              |
| Emmi Itäranta                            | Memory of Water                                            |
| Cherie Priest                            | Maplecroft: The Borden Dispatches                          |
| Jonathan Strahan (ed.)                   | Reach for Infinity                                         |
| 2015                                     |                                                            |
| Ramez Naam                               | Apex                                                       |
| Marguerite Reed                          | Archangel                                                  |
| Brenda Cooper                            | Edge of Dark                                               |
| Douglas Lain                             | After the Saucers Landed                                   |
| PJ Manney                                | (R)evolution                                               |
| Adam Rakunas                             | Windswept                                                  |
| 2016                                     |                                                            |
| Claudia Casper                           | The Mercy Journals                                         |
| Susan diRende                            | Unpronounceable                                            |
| Kristy Acevedo                           | Consider                                                   |
| Eleanor Arnason                          | Hwarhath Stories: Transgressive Tales by Aliens            |
| Matt Hill                                | Graft                                                      |
| Yoss                                     | Super Extra Grande                                         |
| 2017                                     |                                                            |
| Carrie Vaughn                            | Bannerless                                                 |
| Deji Bryce Olukotun                      | After the Flare                                            |
| Meg Elison                               | The Book of Etta                                           |
| Mur Lafferty                             | Six Wakes                                                  |
| Tim Pratt                                | The Wrong Stars                                            |
| Alastair Reynolds                        | Revenger                                                   |
| Martha Wells                             | All Systems Red                                            |
| 2018                                     |                                                            |
| Audrey Schulman                          | Theory of Bastards                                         |
| Claire North                             | 84K                                                        |
| Ian McDonald                             | Time Was                                                   |
| Jeff Noon                                | The Body Library                                           |
| Abbey Mei Otis                           | Alien Virus Love Disaster: Stories                         |
| Vandana Singh                            | Ambiguity Machines and Other Stories                       |
| 2019                                     |                                                            |
| Sarah Pinsker                            | Sooner or Later Everything Falls Into the Sea: Stories     |
| Sarah Tolmie                             | The Little Animals                                         |
| Ada Hoffmann                             | The Outside                                                |
| Megan E. O'Keefe                         | Velocity Weapon                                            |
| Susan Palwick                            | All Worlds Are Real: Short Fictions                        |
| Tade Thompson                            | The Rosewater Redemption                                   |